# KK Kakanj
Košarkaški klub Kakanj bosanskohercegovački je košarkaški klub iz Kaknja.

## Povijest
Utemeljen kao košarkaška sekcija Sportskog društva »Rudar« Kakanj 1950. godine. Natjecao se u Republičkog košarkaškoj ligi, Zeničkoj zonskoj ligi, Kupu Maršala Tita, A1 ligi BiH, a danas je član najvišeg razreda natjecanja u BiH – Lige 13. Sezone 2009./10. bili su prvaci A1 lige, ostvarivši sve 22 pobjede. Kakanj je izrastao u važnu košarkašku sredinu u BiH i postao je utejcajan. Rezultat je izbor načelnika općine Kakanj Nermina Mandre u Upravni odbor Košarkaškog saveza BiH krajem 2013. godine.

## Današnja postava
U sezonu 2018./19. ušli su s postavom:
- treneri: glavni Benjamin Šabić, pomoćnici Mirnes Ganić i Mirza Demir
- igrači: Adnan Arslanagić, Mirza Velić, Ivan Begić, Igor Josipović, Željko Palavra, Nermin Buza, Haris Ćurevac, Ernes Mešinović, Aldin Muflizović, Zlatan Tepić, Damir Pirić, Sead Delibašić, Faris Sikira i Bartol Lučić. Na prvom treningu su bili i Luka Jovanović, Eldar Merdanović, Alen Drijenčić, Mirza Čajo.

## Poznati igrači i treneri
- Josip Pandža, trener kadetske reprezentacije BiH, europskih prvaka[4]
- Željko Palavra, najbolji defanzivac u bh. prvenstvu po izboru portala Eurobasket.com[5]
- Igor Andrijević, upravni odbor, najbolji športski djelatnik općine Kakanj 2010.[6][7]